# Ciente appuntamente/Capricciusella
Ciente appuntamente/Capricciusella è un singolo di Mario Merola pubblicato nel 1969.

## Storia
Il disco, che contiene due cover di brani, è un 45 giri inciso da Mario Merola.

## Tracce
Lato A
- Ciente appuntamente (Falsetti - Langella - Di Domenico - Esposito)

Lato B
- Capricciusella (E. Esposito)

## Incisioni
Il singolo fu inciso su 45 giri, con marchio Hello (HR 9019).